# Sturnira magna
Sturnira magna (de la Torre, 1966) è un pipistrello della famiglia dei Fillostomidi diffuso nell'America meridionale.

## Descrizione

### Dimensioni
Pipistrello di medie dimensioni, con la lunghezza della testa e del corpo tra 69 e 90 mm, la lunghezza dell'avambraccio tra 58,4 e 61,6 mm, la lunghezza del piede tra 14 e 21 mm, la lunghezza delle orecchie tra 19 e 25 mm e un peso fino a 67 g.

### Aspetto
La pelliccia è con i singoli peli di quattro colori. Le parti dorsali variano dal giallo-brunastro al bruno-grigiastro con la base dei peli bianco-grigiastra o giallastra, mentre le parti ventrali sono gialle, marroni o grigie. Il muso è corto e largo. La foglia nasale è marrone scura o bruno-nerastra, ben sviluppata e lanceolata, con la porzione anteriore saldata al labbro superiore. Le orecchie sono marroni scure o bruno-nerastre, corte, triangolari, con l'estremità arrotondata ed ampiamente separate. Il trago è corto ed affusolato. Le membrane alari sono marroni scure o bruno-nerastre e attaccate posteriormente sulle caviglie. I piedi sono ricoperti di peli. È privo di coda, mentre l'uropatagio è ridotto ad una frangia di peli lungo la parte interna degli arti inferiori. Il calcar è corto. Il cariotipo è 2n=30 FNa=56.

## Biologia

### Alimentazione
Si nutre di frutta, particolarmente di Solanaceae.

### Riproduzione
Femmine gravide sono state catturate nei mesi di novembre, dicembre, febbraio e maggio.

## Distribuzione e habitat
Questa specie è diffusa in Colombia, Ecuador orientale, Perù, Brasile, Bolivia centro-occidentale e nello stato brasiliano di Acre.
Vive nelle foreste tropicali sempreverdi, foreste montane e di pianura fino a 2.300 metri di altitudine.

## Conservazione
La IUCN Red List, considerato il vasto areale e la popolazione presumibilmente numerosa, classifica S.magna come specie a rischio minimo (Least Concern)).